# 维灵恩
维灵恩（荷兰语：Wieringen）是荷蘭的一個村莊，位於北荷蘭省。维灵恩原本是一個獨立的市镇。2012年，维灵恩和其他三個市镇合併建立新設立的荷兰克龙。

## 外部連結
维基共享资源上的相關多媒體資源：维灵恩